# La differenza tra me e te
La differenza tra me e te è un singolo del cantautore italiano Tiziano Ferro, pubblicato il 14 ottobre 2011 come primo estratto dal quinto album in studio L'amore è una cosa semplice.

## Descrizione
Il brano viene presentato per la prima volta dal vivo il 19 novembre 2011 al Teatro Gabriele D'Annunzio di Latina durante l'Official World Meeting, il raduno organizzato per gli iscritti al fan club ufficiale dell'artista. Nel suo libro L'amore è una cosa semplice, il cantautore espone di aver steso il testo finale il 15 novembre 2010 nella camera da letto del suo appartamento di Londra. Nello stesso libro, Ferro ha dichiarato: 
Il brano è stato tradotto in lingua spagnola insieme a Pablo Alborán con il titolo La diferencia entre tú y yo e pubblicato come singolo apripista della versione spagnola dell'album, El amor es una cosa simple, il 18 ottobre 2011 nell'America meridionale e il 29 novembre 2011 in Spagna.
In Italia diviene uno dei brani più trasmessi dalle stazioni radiofoniche. Nel 2015 è stato utilizzato nella colonna sonora del film Tutte le strade portano a Roma.

## Video musicale
Il videoclip (in lingua italiana e spagnola), in bianco e nero, è stato diretto dal regista Gaetano Morbioli e girato in due giorni.
Il 14 ottobre 2011, giorno dell'uscita del singolo in radio, viene reso disponibile il dietro le quinte attraverso il sito di TGcom24. Il videoclip viene invece pubblicato il 26 ottobre 2011 sul canale Vevo dell'artista e dal 31 ottobre 2011 in rotazione su tutti i canali musicali. Il videoclip in lingua spagnola è invece uscito il 28 novembre dello stesso anno.

## Pubblicazioni
La differenza tra me e te viene inserita nelle raccolte Wind Music Awards 2012, Hit Connection 2012.1 e Ultratop Hitbox 2012.02 del 2012. Una versione dal vivo del brano è invece stata inserita nell'album video Italia Loves Emilia. Il concerto del 2012 (audio e video).
Il brano è stato inoltre riarrangiato in chiave swing e inserito nell'edizione speciale di L'amore è una cosa semplice del 2011. Anche la versione spagnola del brano, La diferencia entre tú y yo, è stata rivisitata in versione swing e inserita come bonus track dell'edizione speciale di El amor es una cosa simple del 2012.

## Tracce
CD promozionale (Italia), download digitale (Italia)
1. La differenza tra me e te – 3:53

CD promozionale (Spagna), download digitale (Spagna)
1. La diferencia entre tú y yo – 3:53

## Successo commerciale
Nonostante non abbia mai raggiunto la prima posizione nella Top Singoli, La differenza tra me e te è risultato essere il singolo di maggior successo del cantautore per aver raggiunto il doppio disco di platino nel tempo più breve, dopo cioè sole tre settimane dalla sua pubblicazione. Il singolo ha infatti debuttato al secondo posto restandovi per 6 settimane e per un totale di 15 settimane, di cui 11 sul podio. Al 31 marzo 2013, il singolo è risultato essere il 20º più venduto in assoluto in Italia degli ultimi quattro anni, il sesto tra quelli italiani.
Con questo singolo, inoltre, Tiziano Ferro a dicembre 2012 ha ricevuto una candidatura ai World Music Awards nella categoria Miglior videoclip, e nuovamente a marzo 2013 nella stessa categoria.

## Classifiche

### Classifiche settimanali
| Classifica (2011/12) | Posizione massima |
| -------------------- | ----------------- |
| Belgio (Fiandre)     | 95                |
| Belgio (Vallonia)    | 3                 |
| Croazia              | 49                |
| Italia               | 2                 |
| Messico              | 28                |
| Svizzera             | 51                |

### Classifiche di fine anno
| Classifica (2011) | Posizione |
| ----------------- | --------- |
| Italia            | 15        |
| Classifica (2012) | Posizione |
| Belgio (Vallonia) | 56        |